# Cimadevila (Manzaneda)
Cimadevila es una aldea situada en la parroquia de Manzaneda, del municipio español de Manzaneda, en la provincia de Orense, Galicia.

## Demografía
| Gráfica de evolución demográfica de Cimadevila entre 2000 y 2022 |
|                                                                  |
| Datos según el nomenclátor publicado por el INE.                 |

## Organización territorial
La aldea está formada por dos entidades de población:
- Cimadevila de Abaixo
- Cimadevila de Arriba